# Eterna duminică
Eterna duminică (spaniolă La enfermedad del domingo) este un film dramatic spaniol din 2018 regizat de Ramón Salazar. A fost prezentat în secțiunea Panorama la cea de-a 68-a ediție a Festivalului Internațional de Film de la Berlin din 2018.

## Sinopsis
Anabel este gazda unei mari cină și o recunoaște pe Chiara, unul dintre angajații de catering, fiica pe care nu a văzut-o de când a abandonat-o la vârsta de opt ani în urmă cu peste treizeci de ani. Ea aranjează să o întâlnească pe Chiara pentru a afla de ce a reapărut. Chiara îi cere să petreacă 10 zile cu ea. Soțul Anabel și avocatul familiei sunt suspicioși pe motivele Chiarei, dar după ce ea este de acord să semneze un contract prin care renunță la orice drepturi pe care le-ar avea ca membru al familiei, aceștia sunt de acord cu planul. Înainte de a pleca, Anabel o anunță pe cealaltă fiică, mai mică, că are o soră vitregă, aceasta cerându-i să fie bună cu Chiara.
Chiara o conduce pe Anabel în mediul rural într-o comunitate îndepărtată, unde locuiește în casa ei din copilărie. În următoarele zile, tensiunile se formează între cele două femei, iar Chiara refuză să dezvăluie ce vrea să realizeze, spunând că nu are nevoie sau nu vrea să o ierte pe Anabel. Chiara se îmbată în timpul unei petreceri în orașul local și doarme mai mult de o zi. După ce i-a dat lui Anabel niște ceai infuzat cu ciuperci magice, ea îi spune că este grav bolnavă. A doua zi, în timpul unei excursii pe sanie, Chiara se îmbolnăvește și este dusă la spital. Personalul medical îi dezvăluie lui Anabel starea de sănătate a Chiarei.
Se întorc acasă și Anabel o întreabă pe Chiara cum o poate ajuta. Chiara afirmă că vrea doar un lucru și dacă Anabel nu va face, poate pleca. Șoptește la urechea lui Anabel și imediat după aceea Anabel își împachetează lucrurile și pleacă. Aceasta călătorește la Paris și se întâlnește cu tatăl Chiarei. Ei discută despre relația lor anterioară în termeni lipsiți de pasiune, înainte ca discuția să se îndrepte spre Chiara. Tatăl ei spune că s-a oferit să o ajute, dar ea a refuzat. Anabel se întoarce la fermă și o găsește pe Chiara prăbușită, dar conștientă în apropierea casei. O duce la lac unde o. Chiara spune că nu se teme și Anabel o coboară încet în apă, ținându-i capul sub apă până când aceasta nu se mai luptă.

## Distribuția
- Susi Sánchez - Anabel
- Bárbara Lennie - Chiara
- Richard Bohringer - Matthieu
- David Kammenos - Matthieu Joven
- Bruna González - Chiara Niña
- Greta Fernández - Greta
- Miguel Ángel Solá - Bernabé
- Manuel Castillo - Jefe Protocolo
- Ima Ranedo - Señora Cena
- Mònica Van Campen - Mujer Cena
- Fred Adenis - Tobías
- Iván Morales - Guillem
- Carla Linares - Asistent
- Abdellatif Hwidar - Lugareńo
- Lucy Tillett - Mujer Bosque